# 李恒星
李恒星（1939年—），生于湖北黄石，籍贯江苏，中国人民解放军将领、中国人民解放军中将。 
2000年，授予中国人民解放军中将，曾任西安卫星测量控制中心主任，国防科工委后勤部部长，总装备部后勤部部长，总装备部科技委副主任。 